# Муассан (лунный кратер)
Кратер Муассан (лат. Moissan) — небольшой ударный кратер в бассейне кратера Менделеев на обратной стороне Луны. Название дано в честь французского химика Анри Муассана (1902—1955) и утверждено Международным астрономическим союзом в 1976 г.

## Описание кратера

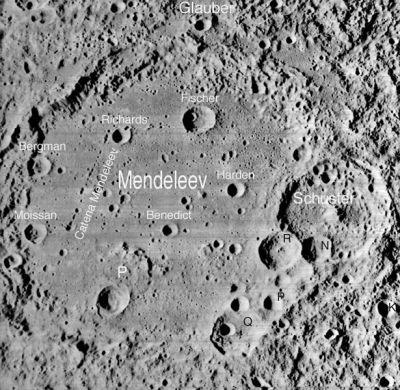
Окрестности кратера Муассан. Снимок зонда Lunar Orbiter – I с аннотацией.

Ближайшими соседями кратера являются кратер Бергман на севере; кратер Ричардс на северо-востоке; кратер Бенедикт на востоке и кратер Гартман на юго-западе. На северо-востоке от кратера располагается цепочка кратеров Менделеева. Селенографические координаты центра кратера 4°46′ с. ш. 137°27′ в. д. / 4,77° с. ш. 137,45° в. д., диаметр 22,5 км, глубина 1,8 км.

Кратер имеет несколько вытянутую с запада на восток форму с небольшими выступами в северной и южной части, практически не разрушен. Высота вала над окружающей местностью составляет около 800 м, объем кратера приблизительно 270 км³. Восточная часть чаши кратера относительно ровная, западная более пересеченная, с несколькими холмами и двумя короткими хребтами.

## Сателлитные кратеры
Отсутствуют.